# ノーフォーク
ノーフォーク（Norfolk）は、イングランドのイースト・オブ・イングランドにあるカウンティである。西でリンカンシャー、西および南西でケンブリッジシャー、南でサフォークに隣接する。北および東で北海に面しており、イギリス最大の入江であるザ・ウォッシュもある。州都はノリッジ。面積は5,371平方キロメートル (2,074平方マイル) で、イングランドの典礼カウンティで5番目に大きい。
人口はイングランドに34ある非都市カウンティで7位の81万6500人であるが、ほとんどが郊外であるため人口密度は平方キロメートルあたり152人に過ぎず、人口密度では25位である。

## 地理
ノーフォークの北部は北海に面しており、ブレイクニー・ポイントとスコルト・ヘッド島を中心とした地域に砂丘、塩性湿地、砂嘴やラグーンは多くある。北西部には大きなウォッシュ湾があり、湾内にはイギリスで最大級の干潟がある。ウォッシュ湾と北部の北海海岸にはイギリスのゼニガタアザラシの個体数の7%がいるほか、イソマツ類、ボラ、バス、カレイ類、ムール貝、ザルガイ類、エビ、カニ、渡り鳥、カワウソなど様々な動植物が生息している。
ノーフォークはほとんどが低地であり、ノエル・カワードの作品『私生活』にも「Very flat, Norfolk」の台詞が出てきた。北海岸も低地がほとんどであるが、ハンストン、シェリンガム、クローマーの数カ所に崖がある。クローマーに近いクローマーリッジにある標高103 mのビーコン・ヒルはノーフォークの最高点で、イースト・アングリアでも最も高い場所の1つである。西部にはフェン地帯のザ・フェンズが発達し、その中にグレートウーズ川とその水系が流れており、その河畔にはキングズ・リンの町がある。東部にはザ・ブローズという低層湿地が広がり、その中にバー川、ヤー川、サーン川、ウェイヴニー川の水系が流れ、一帯はコハクチョウの越冬地である。
北部のブランカスターとクレイ＝ネクスト＝ザ＝シーとの間の「北部ノーフォーク海岸」は1976年〜2014年にユネスコの生物圏保護区に指定されていた。また、ウォッシュ湾、北部ノーフォーク海岸、ザ・ブローズ のほか、東部のブレイドン・ウォーター、西部内陸部の小さな湿地であるダージンガム・ボグとロイドン・コモン、ケンブリッジシャーを跨ぐ南西部のウーズ・ウォッシュもラムサール条約に登録されている。

## 歴史
ノーフォークにはローマ時代以前に定住がみられフリントの出土する西部高地の新石器時代の遺跡（グリムズ・グレイヴス）が発見されている。ブリトン人の一部族イケニ族 が紀元前1世紀から紀元後1世紀までノーフォークに居住していた。イケニ族はローマによる侵攻の侵攻に対し、47年と、ブーディカが率いた60年の二度にわたり反乱を起こした。二回目の反乱は失敗に終わり、ノーフォークはローマ人が支配した。ローマ時代に道路と港が整備され、各地で農耕が始まった。
東海岸に位置するがゆえに、ノーフォークはスカンディナヴィアならびに北ヨーロッパからの侵入の脅威にさらされており、アングル人やサクソン人に対する防御として砦が作られた。イースト・アングリアおよびイングランドという名の元になったアングル人は5世紀までにはこの地域の支配を確立し、後に「north folk」 (北村) と「south folk」 (南村)、すなわち 「Norfolk」(ノーフォーク) と「Suffolk」 (サフォーク) となった。ノーフォークは周囲の地域とともにイーストアングリアの王国となり、後にはマーシアとあわせウェセックスとなった。初期英語の影響は地名末尾の「thorpe」「ton」「ham」といった綴に見られる。9世紀にはヴァイキングからの攻撃を受け、エドマンド殉教王が殺害された。ノルマン・コンクエスト以前の数世紀にわたり東部の湿地は農地に転換され、人口の増加が見られた。ドゥームズデイ・ブックの調査ではこの地域はブリテン島でも人口密度の高い地域の一つであり、ノルマン・コンクエストまでにはイーストアングリアへの移住が多数行われていたはずである。
中世盛期から終期を通じ、ノーフォークでは農耕と毛織物産業が発達した。1349 年に劇的な人口減少をもたらした黒死病までの期間、経済は減退傾向にあり、以降現在まで人口にあまり変化がないことを述べれば十分であろう。16世紀までにノリッジはイングランド第二の都市にまで成長したが、1665年のペストの流行（ロンドンの大疫病）により人口の三分の一が死亡した。イングランド内戦の間、ノーフォークは議会派が主であった。地域経済と農業は減退気味であり、産業革命期にノーフォークでの工業は発達せず、 鉄道敷設も遅かった。
20世紀に入ると、ノーフォークの航空界での役割が増した。まず第一次世界大戦の際に飛行場が発達し、第二次世界大戦中のイギリス空軍 (RAF) の発展と多くのノーフォークの飛行場を基地としたアメリカ第8空軍の合流により大規模展開が見られた。第二次世界大戦中、農業は急速に強化され、以降も穀類ならびにナタネの大規模農場の確立とともに盛んである。ノーフォークは、低地と、多くが石灰と粘土であって侵蝕されやすい崖のため海の影響を受けやすい。最近の大きな被害としては、1953年の北海大洪水がある。

## 経済と産業

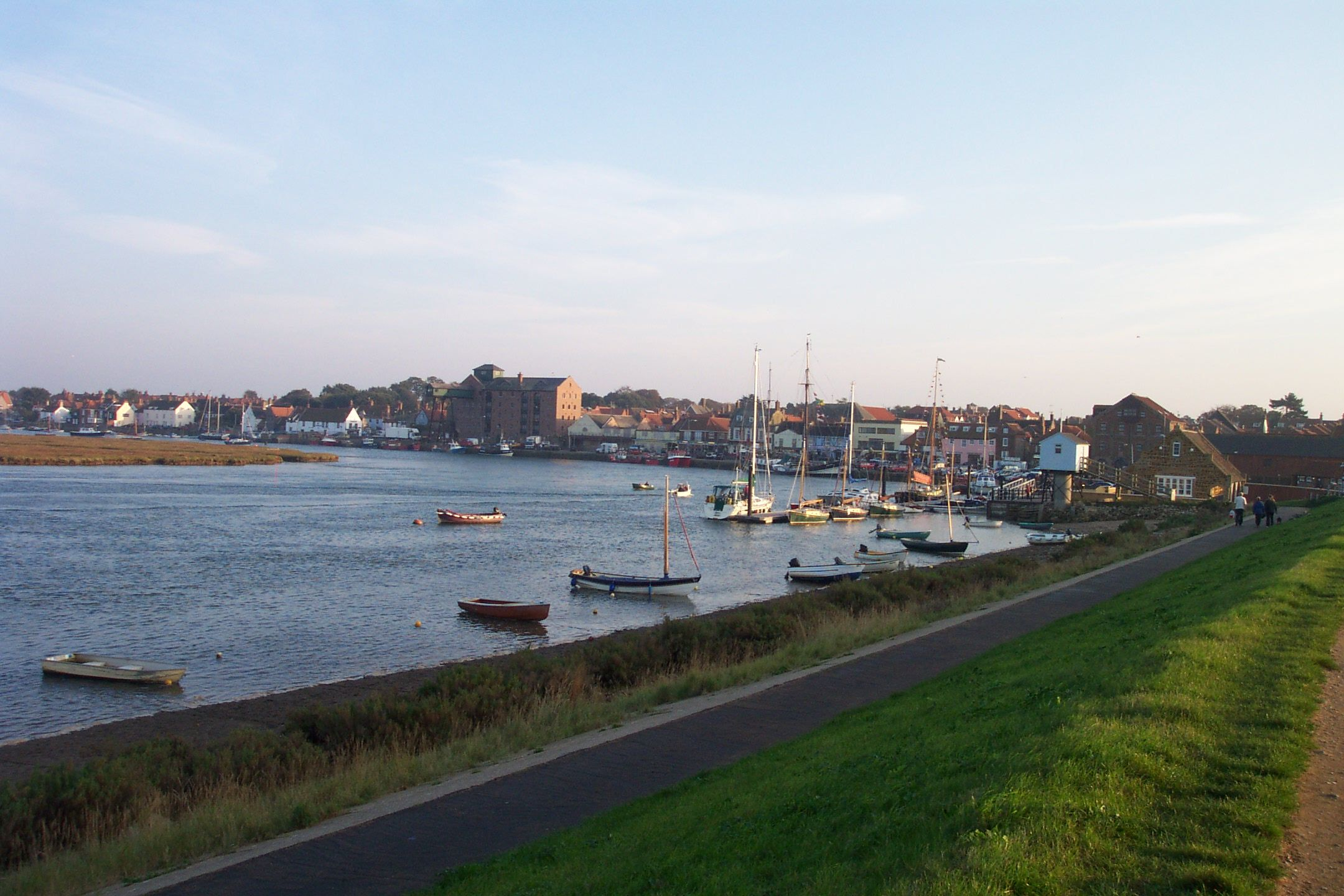
ウェルス＝ネクスト＝ザ＝シー

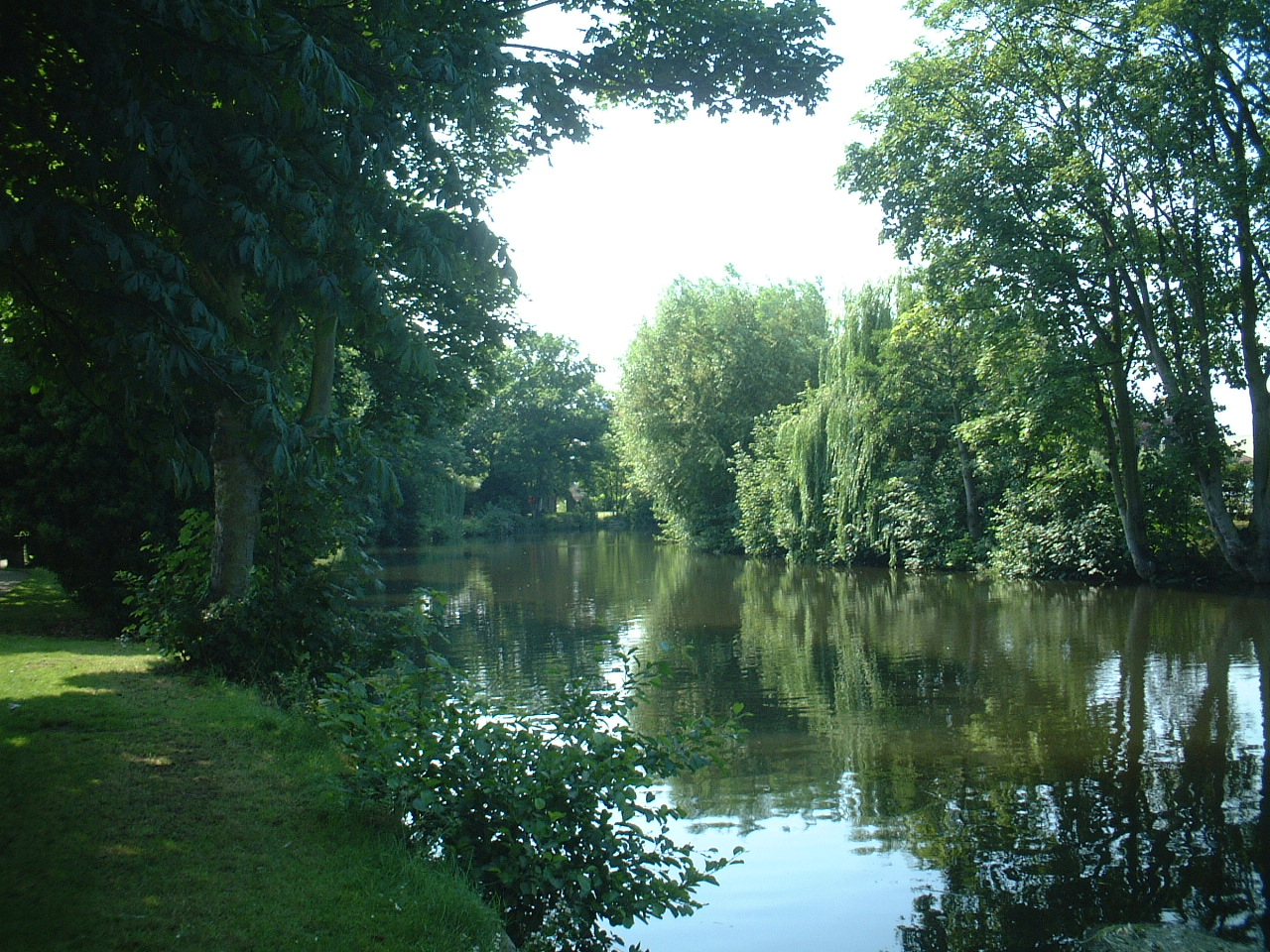
ノリッジのウェンサム (Wensum) 川

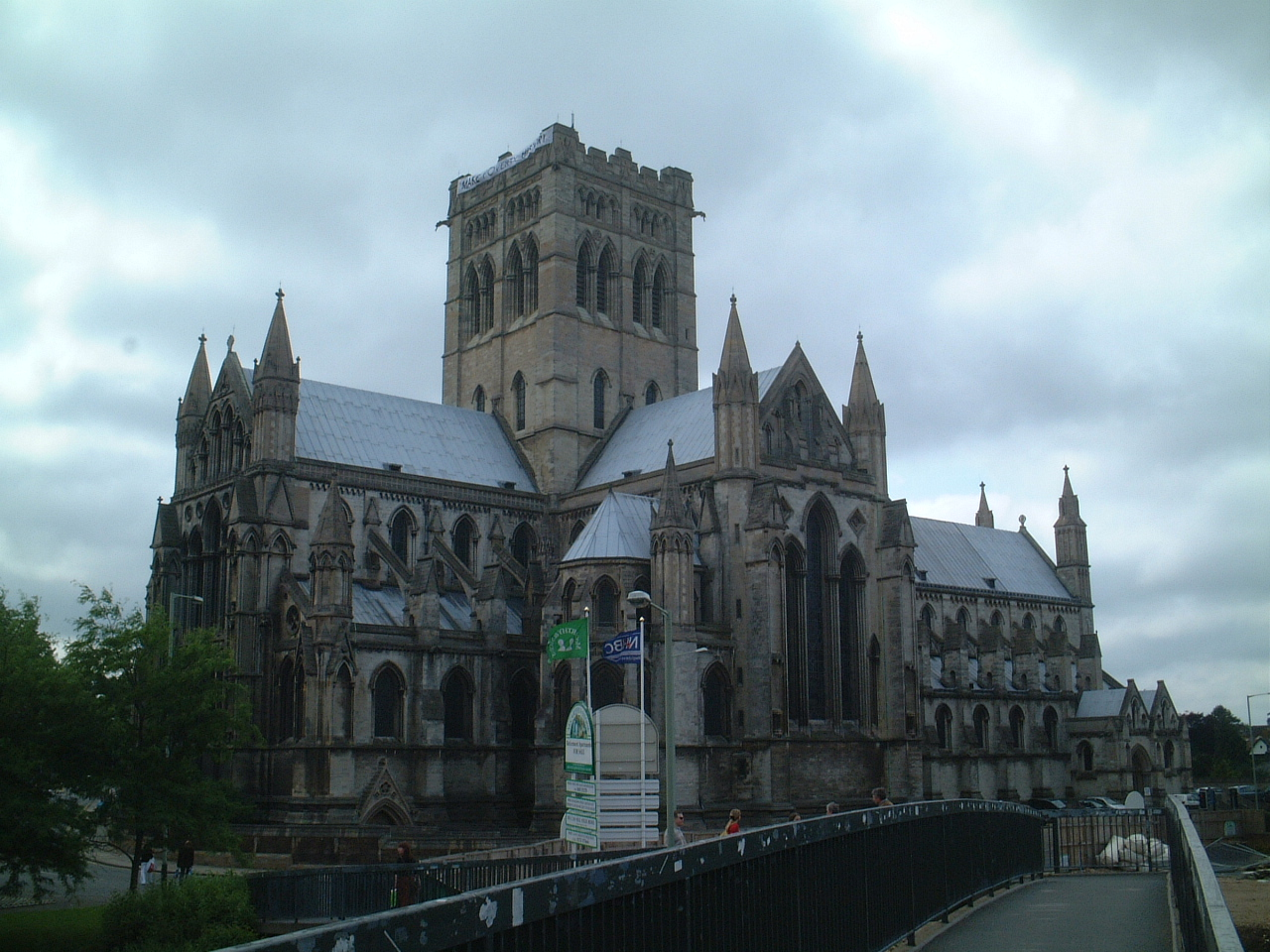
ノリッジにあるカトリック教会

1998 年、ノーフォークのGDPは93億1900万ポンドであり、イングランド経済の 1.5%、イギリス経済の 1.25% を占めた。一人当りの GDP は 11,825 ポンドであり、一方イーストアングリアで 13,635 ポンド、イングランドで 12,845 ポンド、イギリス全体では 12,438 ポンドであった。1999 - 2000 年、ノーフォークの失業率は 5.6% であったが、イングランドとイギリス全体ではそれぞれ 5.8%、6.0% であった。
ノーフォークの平坦で肥沃な土地の殆どは農地に転換されている。被雇用者の 20% は農業または食品工業に従事している。アグリビジネスはノーフォークで成功を収めており、大規模農地での農業は極めて盛んで、かつての家族経営の農地は大規模農地に集約され効率化が図られる一方、生物多様性と雇用の減少を招いているとの批判対象ともなっている。 
ノーフォークの有名企業に保険会社のノリッヂ・ユニオン、食品工業のコールマンズならびにバーナード・マシューズがある。建設工業研修所の本拠地が以前のRAFバーチャム・ニュートンに置かれている。BBCイーストの中心はノリッジにある (放送対象地域はミルトンキーンズまで及んでいる)。
ノリッジの地域工業支援のため、地域カウンシルにより無線ネットワークが提供されている。

## 教育
ノーフォークは 11 歳から 16 または 18 歳までを対象とするセカンダリスクールを含め公立学校が完備している他、私立学校も存在する。村部の殆どでは近くにシックスス・フォーム (16 歳でのセカンダリスクール終了後の、2 年間の延長教育で、大学入学相当の資格試験に対する準備を行う) はないが、大きな町には存在している。ノーフォークには北部のホルト (Holt) にあるグレシャム・スクール (Gresham's School) とノリッジのノリッジ・スクール (Norwich School) を含め 12 の私立学校がある。就学人口最大なのはキングス・リン・ディストリクトである。

## 政治
ノーフォークは、ノーフォーク州議会が治めるシャイア・カウンティであり、以下の7ディストリクトからなる：Breckland District, Broadland District, Great Yarmouth Borough, King's Lynn and West Norfolk Borough, North Norfolk District, ノリッジ・シティ and South Norfolk。
2017年以来、ノーフォーク州議会では保守党が与党となっている。1993年から2001年、2013年から2017年の時期を除き、州議会は一貫して保守党が支配してきた。
2024年イギリス総選挙において、ノーフォークから選出された庶民院議員は下記の通り。
| 選挙区                       | 氏名                               |
| ---------------------------- | ---------------------------------- |
| ブロードランド・フェイケナム | ジェローム・メイヒュー（保守党）   |
| グレート・ヤーマス           | ルパート・ロウ（リフォームUK）     |
| ノリッジ北                   | アリス・マクドナルド（労働党）     |
| ノリッジ南                   | クライブ・ルイス（労働党）         |
| 北ノーフォーク               | ステファン・アカロン（自由民主党） |
| 南ノーフォーク               | ベン・ゴールズバラ（労働党）       |
| 中部ノーフォーク             | ジョージ・フリーマン（保守党）     |
| 北西ノーフォーク             | ジェームズ・ワイルド（保守党）     |
| 南西ノーフォーク             | テリー・ジャーミー（労働党）       |
| ウェイブニー・バレー         | エイドリアン・ラムゼイ（緑の党）   |

## 主な町
ノーフォークのカウンティ・タウンであり、唯一のシティであるノリッジは、ノルマン時代にはイングランド最大の居住地であった。ノリッジはノーフォーク唯一の大学であるイースト・アングリア大学の所在地であり、ノーフォークの商業および文化の中心地である。その他の主要な町には港町であるキングズ・リンや海岸のリゾート地、ザ・ブロードの入口であるグレート・ヤーマスがある。また、市場町もある: Aylsham、Downham Market、East Dereham、Fakenham、Holt、North Walsham、Swaffham、Thetford、Wymondham。 

## 交通
ノーフォークはイングランドで高速道路のない数少ないカウンティの一つである。A11はノーフォークとケンブリッジおよびロンドンを結んでおり、A47はイースト・ミッドランズへ走っている。グレート・イースタン本線はロンドンのリバプール・ストリート駅からエセックス、サフォーク、ノーフォークを結ぶ主要な鉄道である。ノーフォークにある主要な空港はノリッジ空港ただ一つであり、ヨーロッパへの航空便があり、アムステルダムを経由してさらに全世界への飛行が可能である。

## 方言、アクセント、ニックネーム
"Broad Norfolk" ともいわれるノーフォーク方言はノーフォークに住む人々のアクセントと方言だが、ラジオ、テレビ、地域外からノーフォークへ移住してきた人などさまざまな要因により、今日では多くの語彙と言い回しが失われつつある。その結果、ノーフォークの話し方は方言というよりはアクセントというのに近くなっている (一部ノーフォーク方言由来の地域固有の文法はあるが)。

## 観光
ノーフォークは人気ある観光地である。主な観光資源として、海岸、ザ・ブローズ、ノリッジ市街がある。田園地帯、特にBurnham Market周辺も都市生活者が週末を過ごす別荘を購入する場所として人気がある。

## 出身有名人
- ブーディカ - 古代ブリテンイケニ族の女王。ローマ軍に対し蜂起した。ノリッジ近くのウェンサム河畔の定住地で生まれた。
- トーマス・ブラウン - ルネサンス期の作家、内科医、初期の考古学者。
- マーティン・ブランドル 元レーシングカードライバーであり、現在は有名な解説者。キングズ・リン生まれ。
- ハワード・カーター - ツタンカーメンの墳墓を発見した考古学者。スワッファムで幼少期の大部分を送った。
- ホレーショ・ネルソン - イギリス海軍提督にして、トラファルガー海戦で重要な役割を果たしたイギリスの英雄。ノーフォークで生まれ、学校生活をおくった。
- キャシー・デニス - シンガーソングライター。
- ダニー・ミルズ - サッカー選手。ノリッジ生まれ。
- ジェームズ・ダイソン - 発明家、起業家。クローマー (Cromer) で生まれ、ホルトで育ち、グレシャムズ・スクールで教育を受けた。
- スティーヴン・フライ - 俳優、コメディアン、作家、プロデューサー。ロンドンの生まれだが、リーパム郊外のブートン村で育ち、短期間グレシャムズ・スクールに通った。
- シエンナ・ギロリー - 女優。ノーフォーク北部で育ち、 グレシャムズ・スクールに通った。
- エド・グラハム - バンド ザ・ダークネスのドラマー。グレート・ヤーマス生まれ。,
- ヘンリー・ライダー・ハガード - 作家。
- アラン・ロイド・ホジキン - 1963年、ノーベル生理学・医学賞を受賞した神経生理学者。グレシャムズ・スクールに通った。
- マシュー・マクファディン - テレビドラマ『MI-5 英国機密諜報部』に出演した俳優。グレート・ヤーマス生まれ。
- トマス・ペイン - 社会思想家、Thetford 生まれ。
- フィリップ・プルマン - 作家、ノリッジ生まれ。
- アンナ・シュウエル - 作家、『黒馬物語』で知られる。グレート・ヤーマス生まれ。
- ハナ・スピアリット - 女優、S Club 7元メンバー。ゴールストン出身。
- ロジャー・テイラー - ロックバンド「クイーン」のドラマー。キングス・リンで産まれ、幼少期をノーフォークで送った。
- ジョージ・バンクーバー - イギリス海軍士官。キングズ・リン生まれ。
- ロバート・ウォルポール - イギリスの初代首相とみなされている。
- ウイリアム・ウォラストン - 18-19 世紀の化学者、物理学者、天文学者。ノーフォーク生まれ。
- アル・サーク - 19世紀のメジャーリーガー。（ブルックリン・アトランティックス所属、外野手）。プロ野球史上2人目の現役中に死亡した選手である。ワイモンダム生まれ。
- ダイアナ - チャールズ3世の前配偶者。サンドリンガム出身。
- ドロシー・シェパード＝バロン - 女子テニス選手。バイトン出身。

### ゆかりの人物
生まれも育ちもノーフォークではないが、ノーフォークに長く居住しているか、ある時期ノーフォークに住んでいたことが知られているか、ノーフォークに顕著な貢献がある人々。
- ジョン・メージャー - 元首相。ウェイバーンに別荘がある。